# Талхан
Талхан (бур. Талхан — мука, хлеб) — деревня в Тулунском районе Иркутской области России. Входит в состав Едогонского муниципального образования.

## География
Деревня расположена на правом берегу реки Едогон. Находится примерно в 37 км к югу от районного центра — города Тулун.

## Топонимика
Название деревни происходит от бурятского талхан — тесто, хлеб, мука.

## Население
| 2002 | 2010 | 2011 | 2012 |
| ---- | ---- | ---- | ---- |
| 35   | →35  | →35  | →35  |

По данным Всероссийской переписи, в 2010 году в деревне проживало 35 человек (28 мужчин и 7 женщин).